# UFO 2: Flying
| 전문가 평가 | 전문가 평가 |
| 평가 점수   | 평가 점수   |
| 출처        | 점수        |
| ----------- | ----------- |
| AllMusic    | [ 2 ]       |

《UFO 2: Flying》(간단히 《UFO 2》 또는 《Flying》이라고도 함, 《Space Rock》이라는 부제도 있음)은 영국의 하드 록 밴드 UFO의 두 번째 스튜디오 음반이다. 1971년 10월 8일, 비콘 레코드에서 발매되었다. 1999년 레퍼토리 레코드에서 CD로 발행되었다.

## 배경
이 음반은 타이틀곡으로 독특한데, 이 곡은 그 당시까지 록 음악에서 녹음된 가장 긴 트랙 중 하나였다(가장 긴 트랙은 1971년 밴 더 그래프 제너레이터의 음반 《Pawn Hearts》의 〈Lighthouse Keepers〉였다).
이 음반은 기타리스트 미하엘 쉥커가 그룹에 합류하기 전에 밴드의 다른 모든 작업과 함께 《Flying: The Early Years 1970–1973》 컴필레이션으로 재발매되었다.

## 곡 목록
모든 곡들은 피트 웨이, 필 모그, 앤디 파커 그리고 믹 볼턴에 의해 작사/작곡하였다.
| #  | 제목              | 재생 시간 |
| -- | ----------------- | --------- |
| 1. | 〈Silver Bird〉   | 6:54      |
| 2. | 〈Star Storm〉    | 18:54     |
| 3. | 〈Prince Kajuku〉 | 3:56      |

| #  | 제목                            | 재생 시간 |
| -- | ------------------------------- | --------- |
| 4. | 〈The Coming of Prince Kajuku〉 | 3:43      |
| 5. | 〈Flying〉                      | 26:30     |

| #  | 제목              | 재생 시간 |
| -- | ----------------- | --------- |
| 6. | 〈Galactic Love〉 | 2:57      |